# Alžběta ze Schönau
Alžběta ze Schönau, také Alžběta Šenavská (1129 – 18. června 1165) byla německá řeholnice a mystička 12. století. Téměř celý život strávila v benediktinském klášteře v Schönau, kam vstoupila ve svých 12 letech. Známá je pro svá vidění, která jí pomáhal sepisovat bratr Ekbert ze Schönau. Byla zařazena do seznamu německých mučedníků.

## Život

### Dětství a vstup do kláštera
Alžběta se narodila roku 1129 do zámožné rodiny v Porýní. Od dětství byla nábožensky vedena, stejně jako její bratr Ekbert, který později hrál velkou roli v Alžbětiných náboženských viděních. Měli jednoho bratra a několik sester. Z těchto sourozenců se tři stali vysoce postavenými členy křesťanského společenství. Alžbětin bratr Ekbert se stal opatem v Schönau, strýc Ekbert byl biskupem v Münsteru a tři Alžbětiny sestřenice a neteře byly jeptiškami v Andernachu. Bratr i strýc ji povzbuzovali v jejích viděních.
Ve 12 letech Alžběta vstoupila do benediktinského kláštera v Schönau, asi 40 km severozápadně od Mohuče, kde zůstala až do konce života. Ve 23 letech (1152) začala mít pravidelná vidění o svátcích nebo o nedělích, která byla vždy provázena hlubokým transem. Někdy při nich podle dobové literatury mluvila náboženskou latinou, ačkoli se ji nikdy neučila a její znalost latiny by na to nestačila. Také recitovala verše z Bible.
Nejdůležitějším zdrojem o jejím životě jsou autobiografické knihy, které jí pomáhal sepisovat bratr Ekbert. Stal se jejím sekretářem a měl zásadní roli v tom, že se Alžběta proslavila. Nejdříve byla odmítána a setkávala se s odporem, ale právě její bratr se zasloužil o to, že byla společností přijata.

### Mystické působení
Její vize začaly v období, kdy se zmítala v pochybách o své víře. V tomto obtížném stavu začala mít nebeská i démonská vidění. Zjevoval se jí ďábel, ale Alžběta tvrdila, že Panna Marie ji vždy ochránila. Ruku v ruce s jejími zjeveními šlo fyzické utrpení, kdy jí často bylo zle a to ji oslabovalo. Velkou část jejích vidění provázely bolestné stavy a nevolnost.
Bolest chápala jako důkaz toho, že k ní Bůh promlouvá, a proto odmítala léky. Klíčová událost se stala 27. března 1154, téměř dva roky od její první vize, kdy zažila podobnou zkušenost jako sv. Pavel u Damašku. Alžběta v První knize zjevení popisuje paprsek světla z nebe, který se na ni vylil a hřál. Pod jeho tíhou padla na zem. Zjevil se jí anděl Páně a povzbudil ji v jejích vizích. Od této chvíle již sama sebe chápala jako božsky vyvolenou oznamovat světu svá zjevení.
Alžběta ve svých knihách popisuje svůj fyzický a psychický stav. Ve viděních Alžběta často reaguje na nějaké podněty a dostává se jí odpovědí. Věřila, že vize nejsou určeny jenom pro ni, ale Bůh skrze ni mluví k ostatním, aby např. potvrdil pravost víry a utěšil ty, kteří mají trápení.

### Smrt
Zdrojem k posledním dnům Alžběty je dílo jejího bratra Ekberta Alžbětina smrt. Píše se zde, že poslední dny svého života protrpěla, byla nemocná a měla velké bolesti, stále však měla vidění. Byla už velmi slabá a dávala rady, aby lidé uctívali Boha a žili v míru a lásce. Když pocítila, že se její čas naplnil, modlila se k Panně Marii, aby mohla z tohoto světa v klidu odejít. Poznala, že umírá, když měla vidění, které měla před lety a o kterém jí bylo Bohem řečeno, že jej uvidí až na sklonku života. Zemřela 18. června 1165.

## Dílo
Po celý život Alžbětiny vize zapisovaly jak jeptišky v klášteře v Schönau, tak především její bratr, který byl rovněž redaktorem, editorem a měl konečné slovo v úpravě knih. Rozhodoval také o tom, které vize v knihách budou, a některé možná vynechal. Zjevení jsou psána v první osobě jako Alžbětiny výroky.
Alžbětino dílo lze rozdělit do několika okruhů:
- knihy vidění
- dopisy

### Knihy vidění
- a) knihy psané deníkovou formou - chronologicky organizované sbírky vidění
- b) tematické sbírky - krátké texty, např. o nanebevzetí Panny Marie a Kniha o cestách k Bohu

a) deníková forma

První kniha vidění zahrnuje 79 kapitol a zachycuje počátek vidění. V původní formě je to 25 kapitol, popisujících události od 18. května do 29. srpna 1152. Objevuje se tu např. holubice, kterou Alžběta vykládá jako Ducha svatého. Ekbert později ke knize přidal přes 50 kapitol, které vidění rozšiřují do data 15. srpna 1154. Nově se objevuje anděl jako průvodce a interpret. Jedná se o nejdelší Alžbětinu knihu.
Druhá kniha vidění také existuje ve dvou verzích. První verze obsahuje 18 kapitol z vidění od 14. května do 10. srpna 1155. K nim bylo přidáno 11 dalších kapitol.
Třetí kniha vidění. Zahrnuje vidění z období od června 1156 do srpna 1157 v celkem 31 kapitolách.
b) tematické sbírky

Krátce po začátku vidění popsaných v díle Kniha o cestách k Bohu (20 kapitol) začala mít Alžběta vidění o nanebevzetí Panny Marie. Alžběta se měla např. Marie ptát, zda její nanebevzetí bylo stejně tak tělesné jako duševní. Tento problém byl v katolické církvi za Alžbětiny doby řešen. Církevní autority nedospěly k jednoznačné shodě, a Alžběta se tak zdála být novým příslibem. Zjevila, že Mariino nanebevzetí bylo tělesné, jak se očekávalo. Dokonce oznámila nové datum slavení - 23. září, kdežto církevní otcové jej předtím stanovili na 15. srpna. Dogma o nanebevzetí Panny Marie bylo stvrzeno papežem Piem XII. v roce 1950.
Alžběta potvrdila roli Panny Marie jako ochranitelky celého světa před zničením. 

### Dopisy
Alžběta své vize někdy směřovala konkrétním osobám. Takových dopisů je 22, většina z nich je adresována mnichům nebo jeptiškám, často si psala také s mystičkou Hildegardou z Bingenu.

## Alžbětina smrt
Poté, co Alžběta zemřela, napsal Ekbert knihu Alžbětina smrt, která zachycuje její poslední dny, nemoc a přípravu na smrt.

## Kanonizace
- 1462 byla zařazena do kalendáře svatých
- 1573 zařazena Petrem Canisiem na seznam německých mučedníků
- 1584 zařazena Řehořem XIII. do Martyrologia Romana
- Kanonizována nebyla